# Fara v Ovesných Kladrubech
Fara s hospodářskou budovou stojí v katastrálním území Ovesné Kladruby v okrese Cheb. V roce 2000 byla Ministerstvem kultury České republiky prohlášena za kulturní památku České republiky.

## Historie
Jako farní centrum se Ovesné Kladruby uvádí v roce 1242. Z roku 1385 je zachován písemný doklad o výměně farářů, kdy nový farář Heinrich nahradil zemřelého faráře Lorenze. V roce 1611 při obrovském požáru v obci vyhořela i fara. V roce 1830 byla postavena nová fara stavitelem Antonem Thurnerem. Klasicistní stavba představuje venkovskou architekturu první poloviny 19. století. Fara je částečně obydlena (2000) a část využíval obecní úřad. Přízemí sloužilo jako zázemí při církevních akcích.

## Popis
Fara se nachází vedle kostela svatého Vavřince ve středu obce. Její budova je zděná dvoupatrová orientovaná hlavním průčelím souběžně s komunikací. Průčelí je členěno pěti okenními osami. Ve střední ose je v přízemí klasicistní pravoúhlý portál s římsou, která je nesena volutami. V interiéru jsou klenuté obytné prostory se zachovalými architektonickými detaily v podobě šambrán a kamenných ostění portálů, a jsou zde zachovalá kachlová kamna.
Kolmo na podélnou osu obytné budovy ve směru do dvora stojí hospodářská budova, ve které byly konírna a chlévy. Do nich vedly samostatné vstupy, jejichž portály měly kamenná ostění s nadsvětlíky. Místnosti jsou zaklenuty plackou s pasy.
Na jižní straně areál fary uzavírala stodola. Stavebním materiálem fary a hospodářských budov byly cihly a kámen. Střechy jsou kryté eternitem.